# Cepora himiko
Cepora himiko é uma borboleta da família Pieridae. Ela pode ser encontrada nas ilhas Mentawai.